# Menjagrà pit-roig
El menjagrà pit-roig (Sporophila minuta) és una petita espècie d'ocell canora de la família Thraupidae que habita des de l'occident de Mèxic fins a l'Argentina i l'Uruguai.
Es distribueix a través de tota Amèrica Central, en el nord de Sud-amèrica fins a les Guaianes i a l'illa de Trinitat. Podria estar en procés d'expansió en algunes regions.
La temporada reproductiva comprèn de juny a agost.